# Цъхам
Цъхам (|Xam МФА: [ǀ͡xam]о файле) — вымерший койсанский язык, на котором в прошлом говорили в ЮАР. Входил в языковую группу къви. Тесно связан с языком нцъу, который ещё имеет несколько носителей, и близок к языку сероа, который также вымер.
Сочетание «цъ» в названии «цъхам» представляет собой зубной щёлкающий звук, как в русском междометии «ц-ц-ц», которое используется для выражения сильного впечатления о чём-либо, недоумения, сомнения в истинности или несоответствия должному, желаемому.
Слова на языке цъхам были приняты в качестве девиза ЮАР 27 апреля 2000 года:
!Ke e:|xarra||ke
Это означает: «разные люди объединяются». Неизвестно, была ли эта фраза идиоматическим выражением в цъхам. Цъхам не является одним из официальных языков ЮАР, так как уже исчез.
Наиболее известную работу по языку цъхам написал Вильгельм Блик, лингвист XIX века.